# Viggo Kann
Viggo Kann, född 26 augusti 1964 i Stockholm, är sedan år 2000 professor i datalogi vid Kungliga Tekniska högskolan (KTH) och en av upphovsmännen till det textbaserade datorspelet Stugan. Han har även skrivit algoritmerna bakom Lexin och stavningskontrollen Stava.
Viggo Kann disputerade 1992 vid KTH med Johan Håstad som handledare, och var den första av Håstads doktorander att disputera. Namnet på doktorsavhandlingen var On the Approximability of NP-complete Optimization Problems.
Hans forskningsintresse ligger numer främst inom områdena datalogididaktik och språkteknik. Han är också ordförande för KTH:s språkkommitté. 2009 fick han Erik Wellanders språkvårdspris för framstående forskning inom språkvårdens område.

## Privatliv
Viggo Kann är bror till Kimmo Eriksson. Han är gift och har två barn.  